# قلمرو هیروساکی

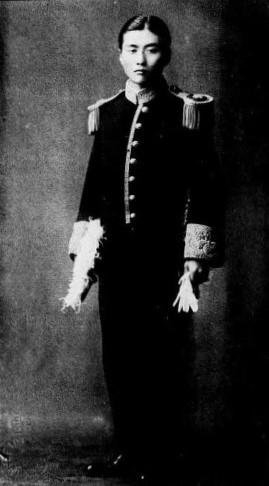
تسوگارو

قلمروی هیروساکی، قلمروی تسوگارو (به ژاپنی: 弘前藩 Hirosaki han) یک هان در ژاپنِ دورهٔ ادو بود. این هان با ولایت موتسو (معادل امروزی: هیروزاکی، آئوموری، استان آئوموری) در ژاپن مرتبط بود.